# Ilie Balea
Ilie Balea, né le 25 juin 1923 à Brașov, en Roumanie et mort le 13 août 1985 à Cergy-Pontoise, en France, est un metteur en scène d’opéra, musicologue, professeur d’université et chercheur roumain.

## Biographie
Ilie Balea est un musicologue et metteur en scène roumain exilé en France en 1982 durant la dictature de Ceaușescu.

### Études
Ilie Balea suit ses études secondaires au lycée Andrei Șaguna de Brașov (en), réputé pour la qualité de son enseignement. Cette formation lui permet d’entamer des études universitaires dès l’âge de dix-sept ans.
De 1940 à 1942, il étudie le solfège, l’harmonie et le contrepoint au Conservatoire municipal de Brașov. Puis, il enchaîne sa vie universitaire entre les villes de Sibiu et Cluj. Ce déplacement entre les deux villes intervient à la suite du deuxième arbitrage de Vienne : l’Université de Cluj, ville se trouvant dans le territoire cédé à la Hongrie, déménage en régime d’urgence pour Sibiu. De 1942 à 1946, Ilie Balea suit les cours de la Faculté de philosophie de Sibiu-Cluj. Ses professeurs sont des personnalités reconnues : Lucian Blaga (philosophie de la culture), Liviu Rusu (ro) (esthétique), Dumitru D. Roșca (philosophie), Nicolae Mărgineanu (ro)  (psychologie). Parallèlement, il suit les cours de la Faculté de médecine de Sibiu-Cluj, de 1942 à 1948.

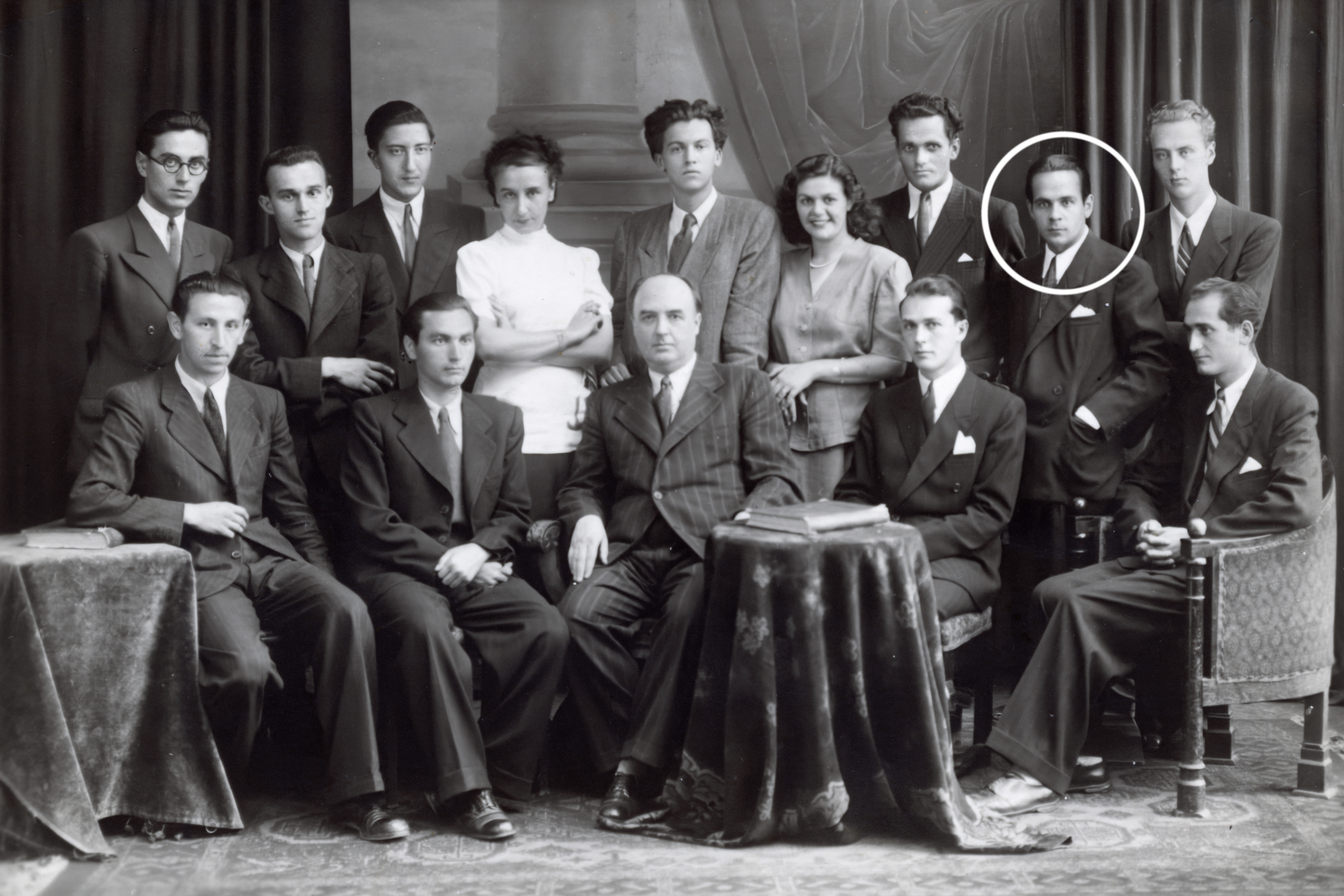
Ilie Balea, membre du Cercle littéraire de Sibiu

Durant son séjour à Sibiu, Ilie Balea rejoint le Cercle littéraire de Sibiu (ro)  constitué, entre 1940 et 1947, par l’élite de Transylvanie réunie autour de son mentor spirituel, le poète et philosophe roumain Lucian Blaga (1895-1961).
De retour à Cluj, ville rendue officiellement à la Roumanie lors du traité de Paris, Ilie Balea obtient, avec la mention « très bien », le diplôme de docteur en médecine de l’Université Victor Babes de Cluj, le 13 octobre 1948, en soutenant la thèse « Les névroses d’organe ».
Faisant toutefois le choix de se consacrer à la mise en scène d'opéra, Ilie Balea reprend le chemin des études. De 1949 à 1950, il suit les cours de mise en scène de l'Institut de Théâtre de Cluj.Dans la foulée, il est secrétaire artistique de l'Opéra roumain de Cluj. Puis, en 1951, il devient metteur en scène de cette institution,.

### Metteur en scène d’opéra
Ilie Balea réalise plus de 50 mises en scène d’opéra sur les scènes lyriques de Cluj, Timișoara, Galați (Roumanie), Téhéran (Iran), Ankara (Turquie), Paris, Belfort (France) et il effectue, avec sa troupe, des tournées en Italie et Bulgarie.
Ilie Balea assure également la traduction en roumain d’un certain nombre de livrets d’opéra du répertoire classique: Werther de Jules Massent (1962), Samson et Dalila de Camille Saint-Saëns (1964), La Flûte enchantée de Wolfgang Amadeus Mozart (1965) ou Le Triptyque de Giacomo Puccini (1971), entre autres.

#### Mises en scène d’opéra réalisées par Ilie Balea
À  l'Opéra roumain de Cluj, Ilie Balea met en scène Tannhäuser de Richard Wagner (1957), Faust de Charles Gounod (1960), Carmen de Georges Bizet (1960), Eugène Onéguine de Piotr Ilitch Tchaïkovski (1961), Werther de Jules Massenet (1962), Les Fiançailles au couvent de Sergueï Prokofiev (1964), Samson et Dalila de Camille Saint-Saëns (1965), Ernani de Giuseppe Verdi (1966), Michelangelo de Alfred Mendelsohn (en)(1969), Don Carlos de Giuseppe Verdi (1970), La Flûte enchantée de Wolfgang Amadeus Mozart (1970), Romulus de Salvatore Allegra (it)(1971), Le Triptyque de Giacomo Puccini (1972), Ulysse/Zamolxe de Liviu Glodeanu (1973), Le Secret de Don Giovanni de Cornel Taranu (1974), Degrés de l’histoire de Mihai Moldovan (de) et Modèle Mioritique de Corneliu Dan Georgescu (ro) (1974), Le livre avec Apolodor de Stefan Niculescu (en)  (1975), Năpasta (Le Malheur) de Sabin Drăgoi (ro) (1977), Le Pays du sourire de Franz Lehár (1978), Der Vogelhändler  (Le Marchand d'oiseaux) de Carl Zeller (1979), Pană-Lesnea de Paul Constantinescu (1980), Falstaff de Giuseppe Verdi (1982) 
À l’Opéra hongrois de Cluj, Don Giovanni de Wolfgang Amadeus Mozart (1975).
Au Studio du Conservatoire Gheorghe-Dima de Cluj, il met en scène La Flûte enchantée de Wolfgang Amadeus Mozart (1965), Albert Herring de Benjamin Britten (1967), Le Secret de Don Giovanni de Cornel Țăranu (1970), Le retour d’Ulysse dans sa patrie de Claudio Monteverdi (1972), L'Histoire du soldat d'Igor Stravinsky (1972) 
À l'Opéra de Timișoara, il met en scène La Flûte enchantée de Wolfgang Amadeus Mozart (1966), Michelangelo de Alfred Mendelsohn (1968), Le Secret de Don Giovanni de Cornel Țăranu (1973).
Au Théâtre Musical de Galați (ro) , L’Elixir d’amour de Gaetano Donizetti (1979).
À l’Opéra d’Ankara (en), Rigoletto de Giuseppe Verdi (1973), Pagliacci de Ruggero Leoncavallo (1974), Traviata de Giuseppe Verdi (1974), La Sonnambula de Giovanni Bellini (1974), Andrea Chénier de Umberto Giordano (1974), Le Barbier de Séville de Gioacchino Rossini (1975), Romeo et Juliette de Charles Gounod (1975).
À l'Opéra de Téhéran, Talar-e Roudaki, Le Petit Chaperon Rouge de Jiří Pauer (1973).
Au Conservatoire National Supérieur de Musique de Paris, L'Histoire du soldat d'Igor Stravinsky. Hommage à Nadia Boulanger (1980).
Au Théâtre Goldoni de Livourne, Carmen de Georges Bizet (1981).
Au Nouveau Théâtre de Belfort, Il mondo della luna (Le Monde de la Lune) de Joseph Haydn (1984).

#### Livrets d’opéra écrits par Ilie Balea
Comme l’indique Viorel Cosma (en) dans Muzicieni români, Ilie Balea est auteur de plusieurs livrets originaux : Povestea țapului (Le Conte du bouc) de Max Eisikovits (ro) (1954), Neamul Șoimăreștilor (La lignée des Șoimărești) de Tudor Jarda (ro)  (1959), Fîntîna cu bucluc (La Fontaine aux tracas) de Max Eisikovits (ro) (1961), Secretul lui Casanova (Le Secret de Don Giovanni) de Cornel Țăranu (1969) 

#### Extraits des chroniques sur les mises en scène d'Ilie Balea
En collaboration avec le scénographe George Codrea, il conçoit des créations visuelles ingénieuses pour de nombreux spectacles lyriques. Ses mises en scène sont remarquées pour leur esprit d’avant-garde et leur originalité, comme le démontrent les extraits des chroniques ci-dessous.
Le Triptyque de Giacomo Puccini, Smaranda Oțeanu, Scînteia, 31 mai, 1972
« Le metteur en scène Ilie Balea (également auteur de la traduction en roumain du livret) a réussi à faire du triptyque un grand spectacle. Il a donné à la scène (avec le scénographe George Codrea) largeur et profondeur, a conduit les acteurs vers un jeu moderne et vivace [...]. Il a construit, à partir de La Houppelande, Sœur Angélique et Gianni Schicchi, un spectacle moderne. »

« Les artistes de Cluj, des noms prestigieux de l’art lyrique roumain – nous rappelons Lucia Stanescu, Ilie Balea – sont constamment à la recherche de solutions, de créations nouvelles. Ils donnent aux jeunes artistes l’occasion de s’affirmer (la plupart des solistes font partie de la jeune génération), ils collaborent avec les écoles pour assurer le public de l’opéra d’aujourd’hui et de demain. La passion et le sérieux avec lesquels ils travaillent montrent pleinement leurs fruits. »
L’Histoire du Soldat de Igor Stravinsky, M. Caranica Fulea, Tribuna (ro) , 26 octobre 1972
« L’Histoire du soldat a été un très beau succès tant en ce qui concerne l'exécution de la partie musicale comme le spectacle lui-même, interprété par d’excellents chanteurs [...]. Et, bien sûr, la mise en scène signée par Ilie Balea, grâce auquel le spectacle a acquis cohérence et fraîcheur.»

Illustrations des mises en scènes d'Ilie Balea : répertoire classique
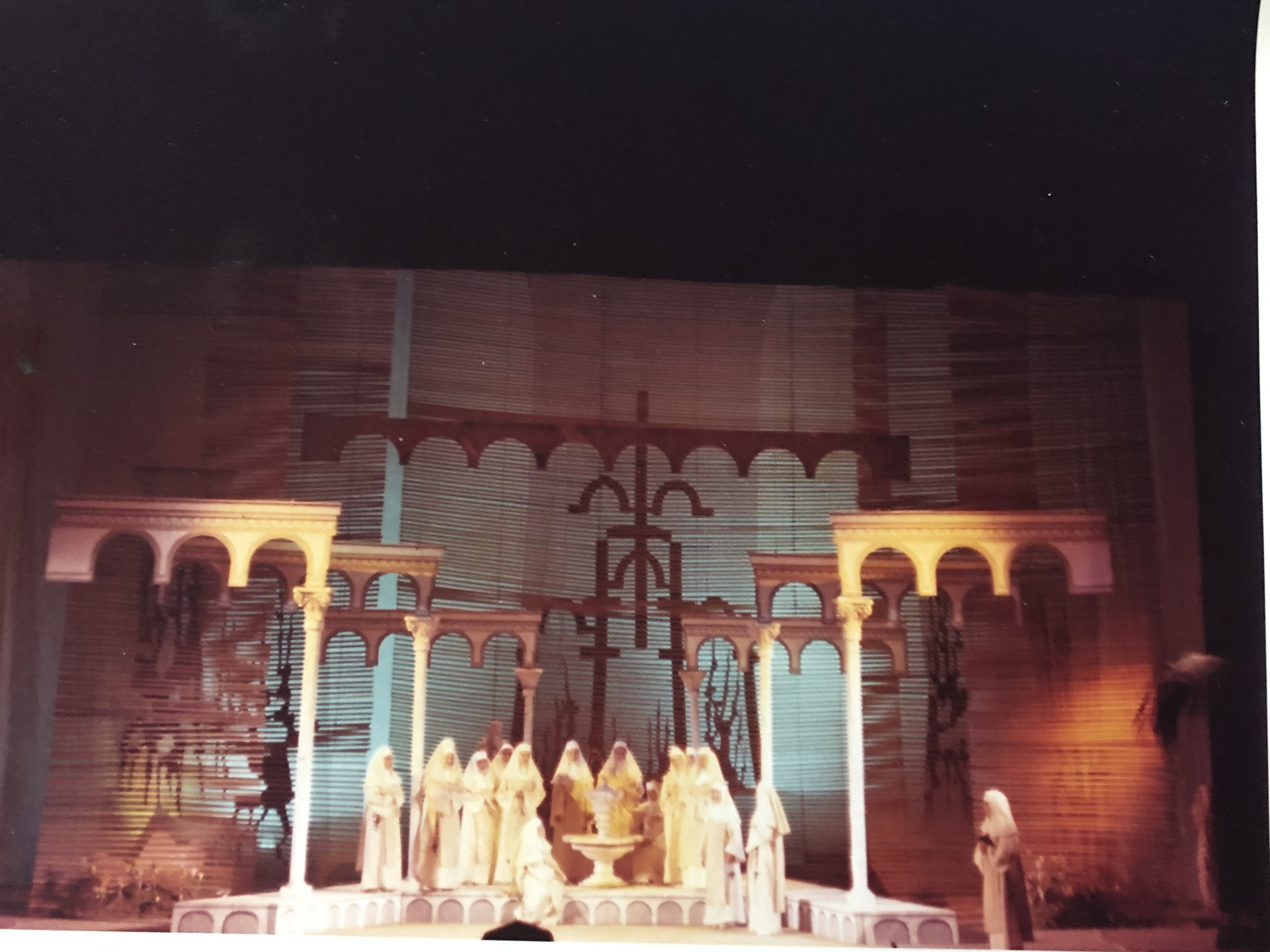
Sœur Angélique de Puccini, par Ilie Balea
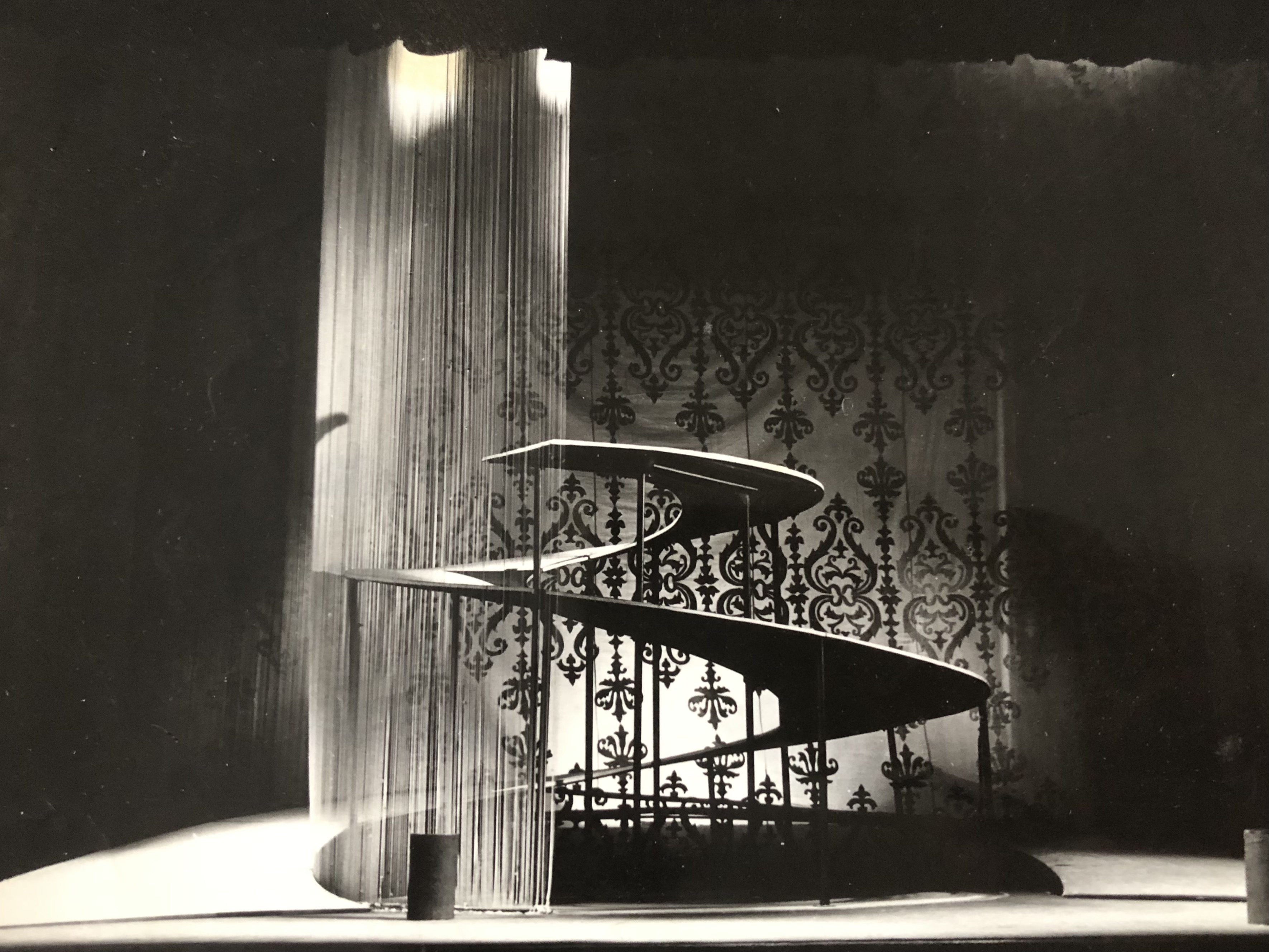
Don Giovanni de Mozart, par Ilie Balea
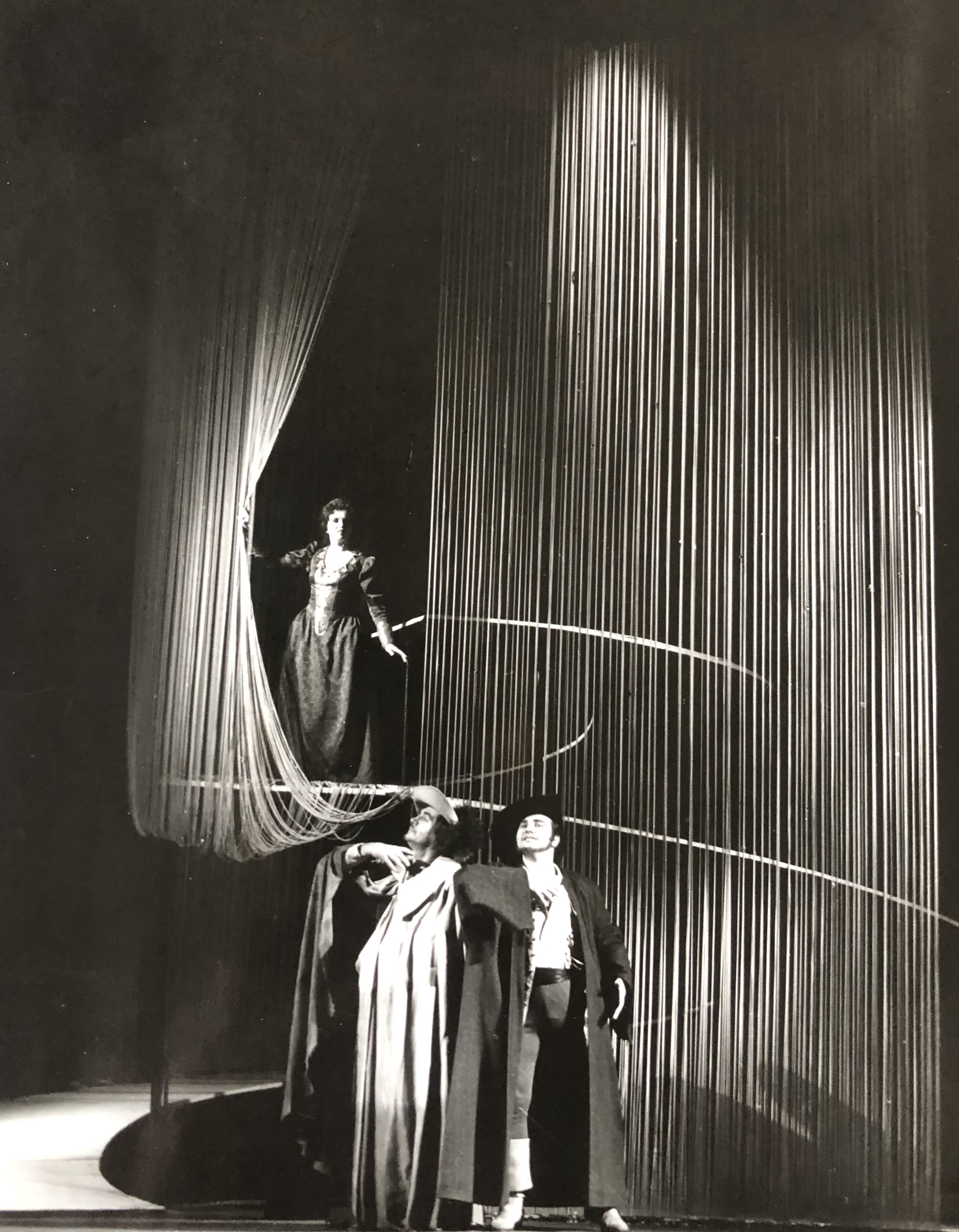
Don Giovanni, scène du balcon, par Ilie Balea

Outre le répertoire classique, Ilie Balea s'intéresse aux œuvres des compositeurs roumains ou étrangers de sa génération. Ces mises en scène sont saluées dans la presse roumaine :
Ulysse/Zamolxe de Liviu Glodeanu, Michaela Caranica-Fulea, Tribuna (ro) , 17 mai 1973
« L’Opéra roumain de Cluj prépare la plus grande surprise de ces dernières années par la première des deux opéras : Zamolxe et Ulysse de Liviu Glodeanu. Il nous surprend d’abord en s'attaquant à cette musique [...] puis en nous faisant découvrir une œuvre qui contredit, dès le début, les éventuelles fausses idées sur l’obsolescence du genre. »
« Avec Zamolxe, l’Opéra roumain de Cluj a fait un pas décisif dans le sens du concept actuel du spectacle et de son incarnation. »
« L’idée originale était la création d’un spectacle total où le metteur en scène, le scénographe et le chorégraphe travaillent ensemble, sur un pied d'égalité, pour atteindre un but unique : donner vie à la partition en trouvant des équivalences aux structures sonores. »

« Le metteur en scène Ilie Balea, qui a corrélé tous les paramètres, parvient à donner corps à son impulsion initiale : créer un spectacle total. »
Ulysse/Zamolxe de Liviu Glodeanu, Teodora Albescu, România literară, n° 19, 10 mai 1973
« Un spectacle d'une grande force émotionnelle, un spectacle artistique très unitaire, voici les principales impressions que m’a laissées la première d’Ulysse et Zamolxe et Liviu Glodeanu à Cluj. »

« Par conséquent, un esprit d’équipe soutient la mise en scène des deux œuvres. À la réalisation, les jeunes Valeria Gherghel, Radu Ciucă et Francisc Zsigmond, dont les débuts chorégraphiques semblent prometteurs, se joignent à quelques noms de notoriété pour le théâtre lyrique roumain : le metteur en scène Ilie Balea, le scénographe George Codrea, le chef d’orchestre Ion Iancu. Fantaisie créatrice, habileté, sérieux, enthousiasme, tout concourt à obtenir des équivalents scéniques impressionnants pour les pages écrites par Liviu Glodeanu. »
Degrés de l’histoire de Mihai Moldovan (de) et Modèle Mioritique de Corneliu Dan Georgescu (ro), Vasile Herman, Tribuna, 13 novembre 1975
« Récemment conclu, l’Automne musical de Cluj a inclus, parmi ses principaux événements, deux premières de la scène roumaine contemporaine : Modèle Mioritique de Corneliu Dan Georgescu et Degrés de l'histoire de Mihai Moldovan. Ceux-ci forment un binôme soudé, sous l’aspect de l’idée poétique, se conditionnant et complétant l’un l’autre. Cela est dû à l’intuition lucide du metteur en scène Ilie Balea qui, en les combinant, obtient un tout, comme une œuvre en deux actes. »
« L’ensemble du spectacle a été conçu par le metteur en scène Ilie Balea dans le sens d’une combinaison organique entre musique, lumières, décor, mouvement scénique, solistes et chœur. »

« Sans aucun doute, la mise en scène de Modèle Mioritique et Degrés de l'histoire s’avère un choix inspiré pour renouveler et enrichir le répertoire de l’Opéra roumain. »

Illustrations des mises en scènes d'Ilie Balea : répertoire contemporain
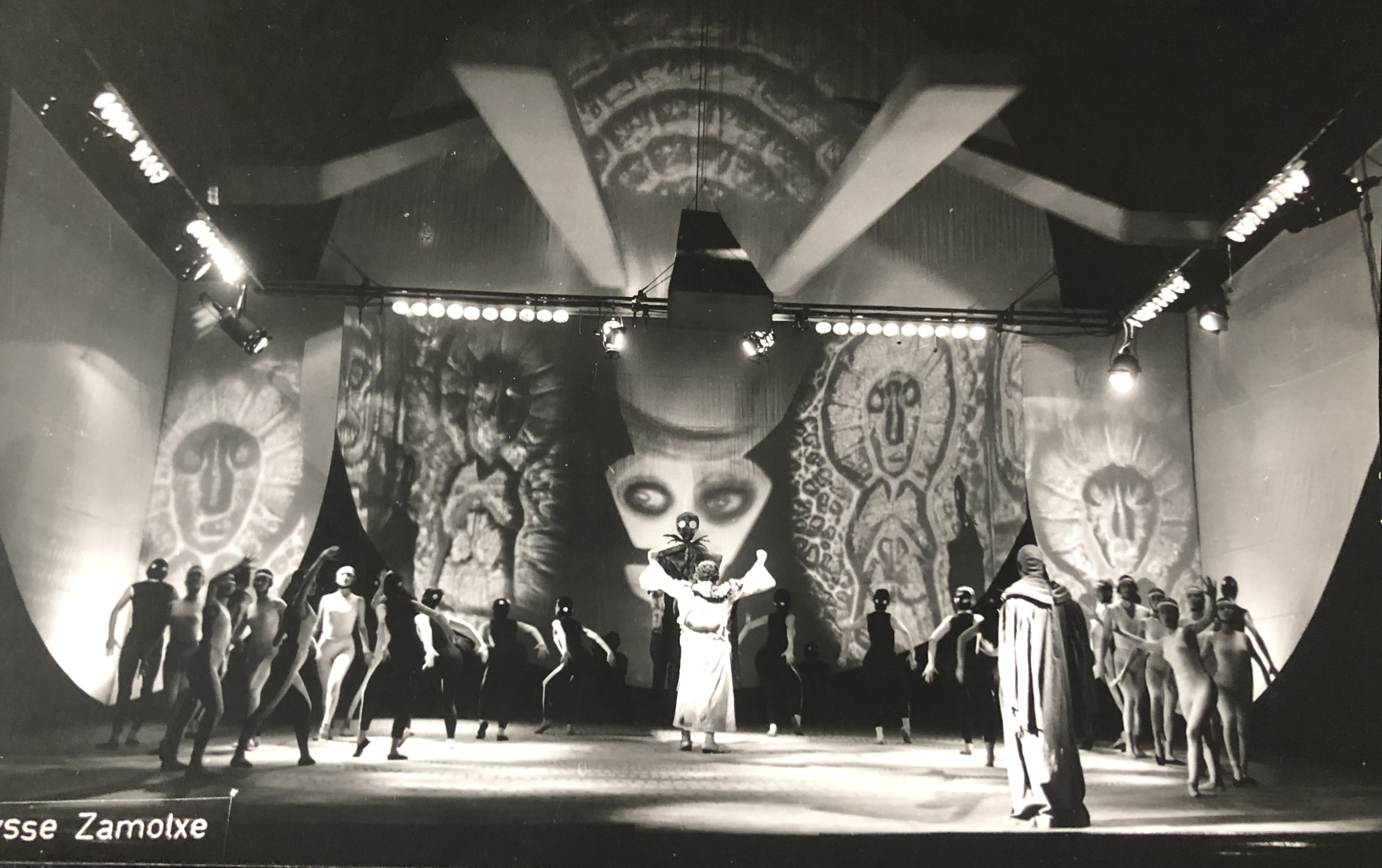
Zamolxe de Liviu Glodeanu, par Ilie Balea
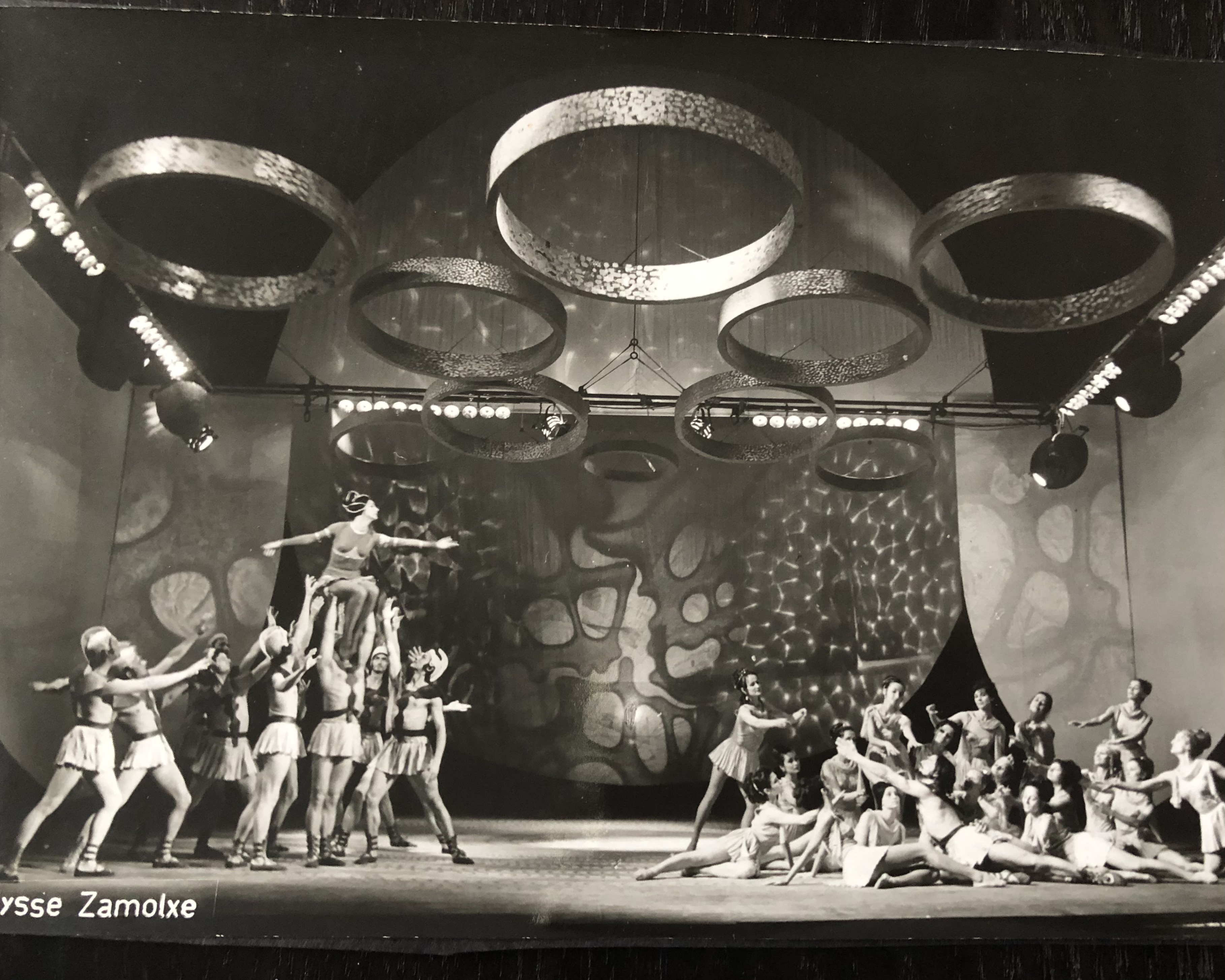
Ulysse de Liviu Glodeanu, par Ilie Balea

### Ilie Balea auteur: journalisme, écrits théoriques

#### Journalisme
En tant que journaliste, Ilie Balea publie de nombreux articles et comptes-rendus dans la presse roumaine (Muzica (ro), Contemporanul (en), Tribuna (ro), România Literară, revue Steaua (ro), Secolul 20, Echinox) et étrangère (La Revue musicale et Autrement de Paris, Telegram de Zagreb).
Il est important de souligner qu'il est le chroniqueur accrédité de la revue Tribuna (ro) de Cluj lors de la première édition du Festival Georges-Enesco organisée, en 1958, en l’honneur du célèbre compositeur roumain.

#### Écrits théoriques

##### Sémiologie de l’opéra
Ses travaux qui proposent une sémiologie de l’opéra s’inscrivant dans la poursuite du structuralisme. Ilie Balea s’inspire de personnalités-phares de ce courant de pensée, telles que Claude Lévi-Strauss en anthropologie, Roland Barthes en littérature, Jean Piaget en psychologie, mais aussi Julia Kristeva, Louis Hjelmslev ou Roman Jakobson et il les cite à maintes reprises dans ses écrits. Pour Ilie Balea, l'opéra est un champ d’interférences sémiologiques entre divers langages : littérature, musique et arts visuels. Parmi ses écrits liés à la sémiologie de l'opéra, il faut rappeler : Le Dialogue des arts, Vers une sémiologie de l'opéra, Le paradigme du spectacle, Le spectacle, une poïetique de la présentation.

##### Phénoménologie
Ilie Balea participe aux colloques et travaux de la Société Internationale de phénoménologie et littérature. Dans ce cadre, il propose le concept opératoire de « veille paradoxale », en tant que pendant du sommeil paradoxal. Celui-ci lui permet de présenter ses observations sur le cerveau et son fonctionnement lors du processus créatif : rêve - songe - mensonge – fiction. Les réflexions d'Ilie Balea sont nourries par des lectures sur les dernières découvertes en neurobiologie (Réflexions sur le cerveau de Francis Crick, entre autres), mais aussi en astronomie, physique ou mathématiques, comme Lectures on Physics de Richard P. Feyman ou Modèles mathématiques de la morphogenèse de René Thom. Ces ouvrages sont cités par Ilie Balea dans La Veille paradoxale, Phénoménologie et Littérature : l’origine de l’œuvre d’art.

##### Pédagogie
Dans le cadre de Gong 49, atelier de l’étudiant-chanteur, organisé au Conservatoire Gheorghe Dima de Cluj de 1963 à 1974, Ilie Balea forme de nombreux chanteurs roumains qui connaîtront, par la suite, une carrière internationale : Julia Varady, Mariana Niculescu, Emil Gherman, Ion Tudoroiu, entre autres. Plus tard, il est invité au Conservatoire National Supérieur de Musique de Paris pour assurer diverses leçons, notamment 

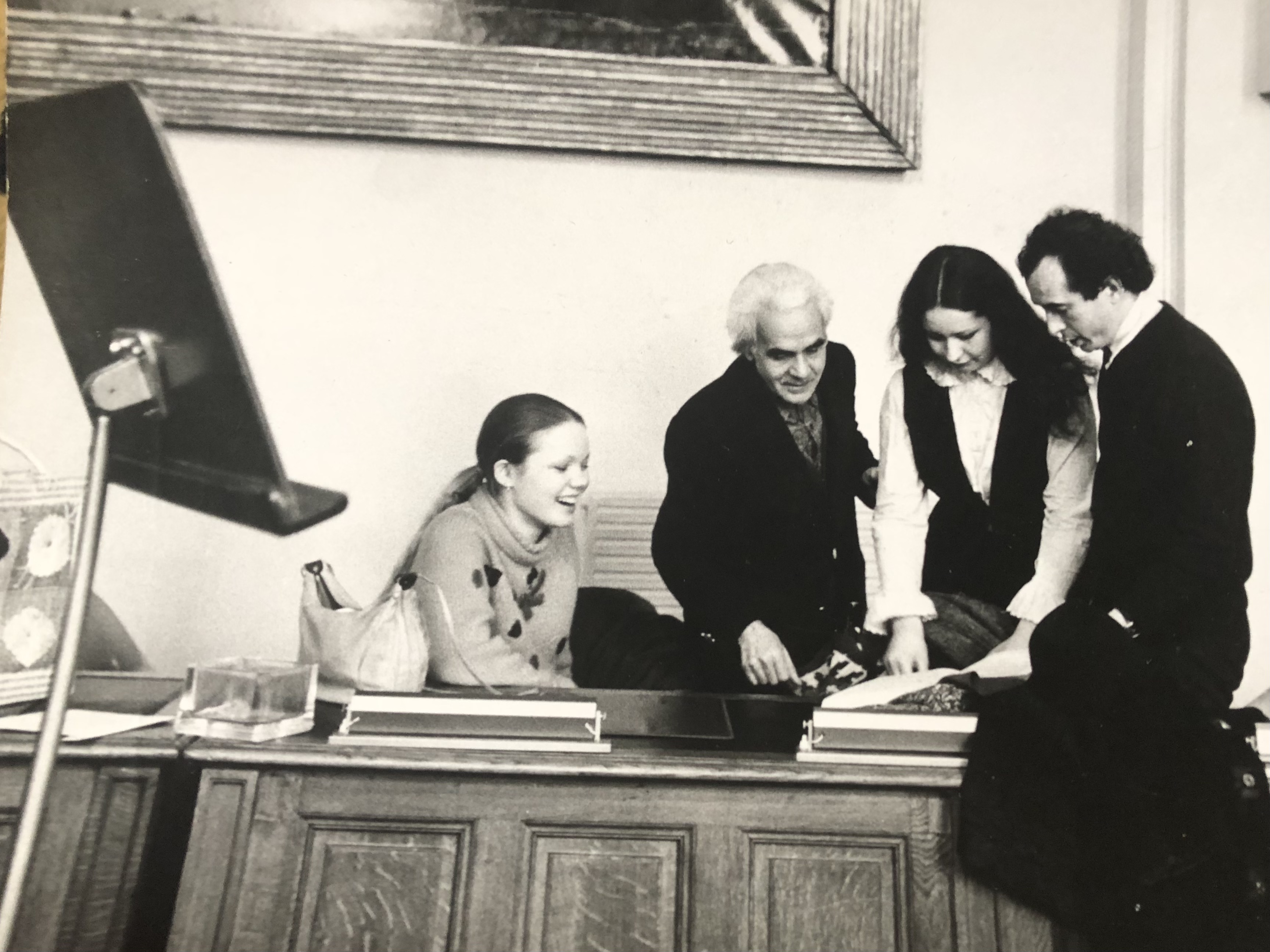
Ilie Balea avec ses étudiants, au Conservatoire National Supérieur de Musique de Paris

Principes de composition du spectacle, leçon à la classe de composition (1980) et Six leçons sur la formation du chanteur-acteur (1982 – 1983).
Dans le cadre de ses publications et ses stages pour les jeunes chanteurs auprès de la Fondation Royaumont, Ilie Balea met à contribution ses connaissances dans les domaines aussi divers que les neurosciences, la psychologie, les techniques vocales et de jeu pour développer des méthodes de travail visant à aider les chanteurs d’opéra dans leurs prestations scéniques. À retenir :  La voix – complexité d’un signe, structure d’un langage multimodal, texte publié dans la Lettre de Royaumont N°1 et les stages « études analytiques des rôles d’opéras » qu'il a dirigés, en 1983, au Centre régional de la Voix d’Île-de-France, Fondation Royaumont.

#### Émissions radiophoniques
Ilie Balea réalise et présente de nombreuses émissions radiophoniques en Roumanie et en France.
Les dernières sont diffusées sur France Musique, de février à avril 1983, dans le cadre de « Musique de nuit »  (28 février, 1er et 3 mars 1983), « D’une oreille l’autre » (13 mars 1983), « Embranchements wagnériens et déguisement du leitmotiv » (21et 24 mars 1983), « Musiciens à l’œuvre » : Islande (18 avril) ; Portugal (19 avril) ; Roumanie (21 avril) ; Grèce (22 avril).

#### Discographie
Ilie Balea est auteur des textes de pochette pour les disques Lucia Stănescu, Arii din opere, label Electrecord, Vinyle,1980, Lia Hubic, Arii din opere, label Electrecord, Vinyle,1980, Verdi, Puccini, Rossini - Solişti ai Operei române din Cluj, label Electrecord, Vinyle, sine die. En outre, il est auteur des paroles de Cîntec de urare de Tudor Jarda, dans A Țării primăvara, label Electrecord, Vinyle, 1972 et Vioara de Claude Romano (pseudonyme de George Sbârcea), dans Cele mai frumoase tangouri de Claude Romano, label Electrecord, Vinyle, 1980.

### Exil en France
En 1982, à l’âge de 59 ans, Ilie Balea est contraint de fuir la dictature de Ceaușescu qui sévit dans son pays natal.
Durant les trois ans de sa vie en France (1982-1985), Ilie Balea donne des cours au Conservatoire National Supérieur de Musique de Paris, il réalise des émissions de radio sur France Musique, il est sollicité dans le cadre du Centre régional de la Voix d’Île-de-France de la Fondation Royaumont où il assure des stages et publie des textes, il participe également aux travaux du Centre national de la recherche scientifique (CNRS), Paris, groupe de Recherches esthétiques, sous la direction de René Passeron et à des colloques nationaux et internationaux. Il est invité, en 1984, par le Nouveau Théâtre de Belfort pour mettre en scène Le Monde de la Lune de Joseph Haydn.
Durant cette période, Ilie Balea travaille également à la rédaction de l’ouvrage OPÉRA – guide-dictionnaire en vue d’une publication aux éditions Jean-Claude Lattès. L'ensemble de ces activités menées par Ilie Balea en France sont détaillées par Francis Maréchal, Directeur culturel de la Fondation Royaumont dans l'introduction à l'article La voix – complexité d’un signe, structure d’un langage multimodal publié dans la Lettre de Royaumont N°1.

### Décès
Le 13 août 1985, Ilie Balea meurt à l'âge de 62 ans et laisse derrière lui un certain nombre d'œuvres inachevées, notamment l'OPÉRA – guide-dictionnaire.

## Distinctions
- Le Prix d’État, 1952, Roumanie
- L’Ordre du Travail, 1954, Roumanie
- Ordre du Mérite culturel, 1969, Roumanie